# فلوريان كوهفيلد
فلوريان كوهفيلدت (من مواليد 5 أكتوبر 1982) هو مدير كرة قدم ألماني يدير حاليًا نادي يوبين البلجيكي.

## الحياة الشخصية
كوهفيلدت حاصل على درجة الماجستير في الآداب في الصحة العامة ورخصة مدرب كرة القدم من الاتحاد الألماني لكرة القدم.